# Барт, Отто (художник)
Отто Барт (нем. Otto Barth; 3 октября 1876 года, Вена — 9 августа 1916 года, Вайдхофен) — австрийский живописец, график и альпинист.

## Биография
Отто родился в семье декоративного садовника. В детстве он был слабым и болезненным ребёнком и работал над тем, чтобы укрепить себя, занимаясь альпинизмом. Проявив некоторый талант к рисованию, он поступил в школу рисования, а затем в Академию искусств.
Он был близким другом художника Густава Яна, который также был увлечённым альпинистом. Вместе они ходили в несколько экспедиций. Они казались несовместимой парой, поскольку Ян всегда был в хорошем настроении, тогда как Барт был в целом мрачен и недоволен своей работой.
Барт был членом объединения Хагенбунд и одним из основателей группы художников, известной как «Phalanx». Он также получил несколько заказов на картины в общественных зданиях, таких как новое крыло зальцбургского вокзала и новый отель в Бадене.
В возрасте 39 лет он начал страдать от коронарных заболеваний. После тщательного исследования было установлено, что, вероятней всего, он был отравлен парами свинца, исходящими от красок в его студии, где он обычно спал. Его здоровье продолжало ухудшаться, вследствие чего он умер в 1916 году. Его друг Ян погиб в результате несчастного случая, связанного со скалолазанием, три года спустя.

## Галерея

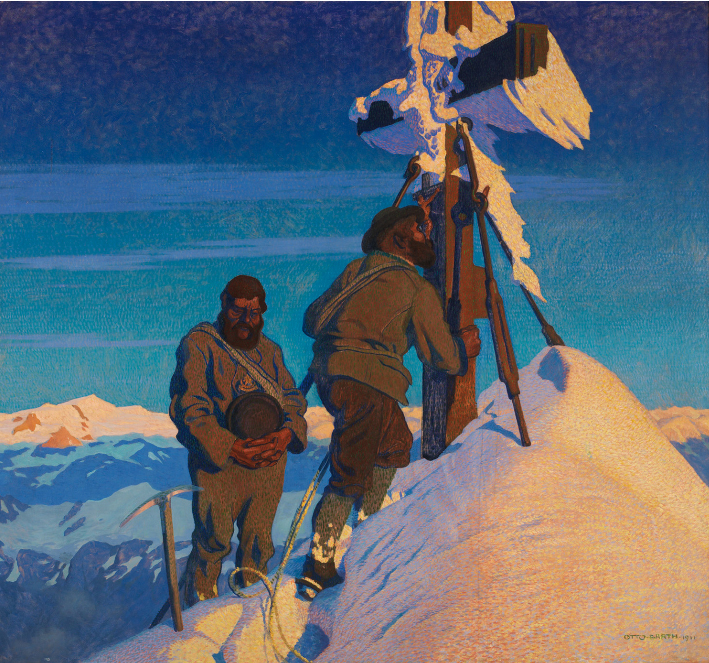
Утренняя молитва горных проводников на Гросглокнер
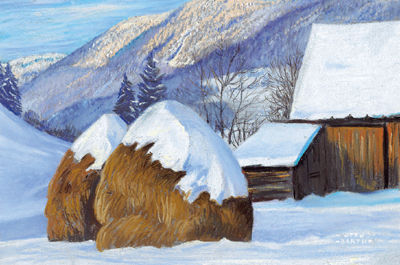
Заснеженный пейзаж